# Самервілл (Теннессі)
Самервілл (англ. Somerville) — місто (англ. town) в США, в окрузі Файєтт штату Теннессі. Населення — 3415 осіб (2020).

## Географія
Самервілл розташований за координатами 35°13′56″ пн. ш. 89°22′31″ зх. д. / 35.23222° пн. ш. 89.37528° зх. д. (35.232226, -89.375394).  За даними Бюро перепису населення США в 2010 році місто мало площу 32,45 км², з яких 32,10 км² — суходіл та 0,35 км² — водойми. В 2017 році площа становила 35,49 км², з яких 35,14 км² — суходіл та 0,36 км² — водойми.

## Демографія
Згідно з переписом 2010 року, у місті мешкали 3094 особи в 1243 домогосподарствах у складі 760 родин. Густота населення становила 95 осіб/км².  Було 1344 помешкання (41/км²).
Расовий склад населення:
| - 53,1 % — білих - 44,3 % — чорних або афроамериканців - 0,5 % — азіатів - 0,2 % — корінних американців |

До двох чи більше рас належало 0,9 %. Частка іспаномовних становила 2,0 % від усіх жителів.
За віковим діапазоном населення розподілялося таким чином: 23,3 % — особи молодші 18 років, 58,5 % — особи у віці 18—64 років, 18,2 % — особи у віці 65 років та старші. Медіана віку мешканця становила 40,1 року. На 100 осіб жіночої статі у місті припадало 85,2 чоловіків;  на 100 жінок у віці від 18 років та старших — 81,0 чоловіків також старших 18 років.
Середній дохід на одне домашнє господарство  становив 54 599 доларів США (медіана — 29 667), а середній дохід на одну сім'ю — 80 249 доларів (медіана — 52 552). Медіана доходів становила 32 625 доларів для чоловіків та 33 226 доларів для жінок. За межею бідності перебувало 33,3 % осіб, у тому числі 64,7 % дітей у віці до 18 років та 10,9 % осіб у віці 65 років та старших.
Цивільне працевлаштоване населення становило 979 осіб. Основні галузі зайнятості: освіта, охорона здоров'я та соціальна допомога — 17,4 %, науковці, спеціалісти, менеджери — 15,0 %, транспорт — 12,8 %, сільське господарство, лісництво, риболовля — 12,7 %.